# Plán OSN na rozdělení Palestiny

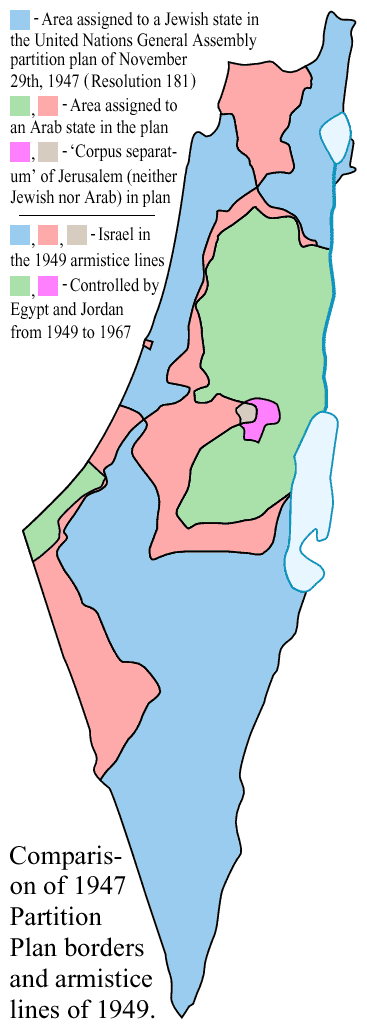
Plán OSN na rozdělení Palestiny z roku 1947 v porovnání s hranicemi v roce 1949
Modře: židovský stát
Červeně a zeleně: arabský stát
Fialově a šedě: oblast Jeruzaléma (pod mezinárodní správou)
Červeně: Izraelský zábor po první izraelsko-palestinské válce, dnes součástí Izraele
Zeleně a fialově: území kontrolovaná Egyptem a Jordánskem mezi lety 1949 – 1967, dnes pod částečnou správou palestinské autority
Detailní mapa OSN

Plán OSN na rozdělení Palestiny je plán Organizace spojených národů na řešení židovsko-arabského konfliktu na území Britského mandátu Palestina z roku 1947, podle kterého měly na jeho území vzniknout dva nezávislé státy, židovský a arabský, a Jeruzalém a okolí měl zůstat pod mezinárodním dohledem (corpus separatum).
Plán byl připraven zvláštní komisí OSN a přijat Valným shromážděním OSN dne 29. listopadu 1947 jako Rezoluce Valného shromáždění OSN č. 181. Na jejím základě byl k poslednímu dni britského mandátu 14. května 1948  deklarován nezávislý stát Izrael. Nesouhlas arabských států s rezolucí však vedl k první arabsko-izraelské válce (1948–1949) a palestinskému a židovskému exodu z nepřátelských území.
Neúspěch realizace plánu má za důsledek dosud trvající izraelsko-palestinský konflikt. Přesto plán zůstává základním východiskem pro řešení blízkovýchodního problému, ve kterém se především nedaří shoda na podobě suverénního, nezávislého a mezinárodně uznávaného státu Palestina.

## Meziválečné období
Po první světové válce a rozpadu Osmanské říše připadla Palestina Britům jako tzv. Britský mandát Palestina. Již v této době existovalo napětí mezi Židy a Araby, zvláště kvůli židovské imigraci do Palestiny a Balfourově deklaraci z roku 1917, která podpořila plán na nezávislý židovský stát v Palestině. Britové se pokusili rozdělit Palestinu v roce 1936 v rámci Peelovy komise, posléze ale změnili názor a snažili se omezit židovskou imigraci z Evropy na minimum. Sionisty byl tento krok brán jako zrada, zvláště kvůli začínající persekuci Židů v hitlerovském Německu.
Plán na samostatný židovský stát vehementně propagovala také Židovská agentura založená roku 1929, obhajující zájmy židovských imigrantů, kteří v předchozích desetiletích přesídlili do Palestiny. Arabští zástupci však prosazovali model jednoho státu, v jehož vedení by byly zastoupeny jednotlivé etnické skupiny proporčně, většinoví Arabové by tedy měli na takový stát dominující vliv.

## Situace po 2. světové válce

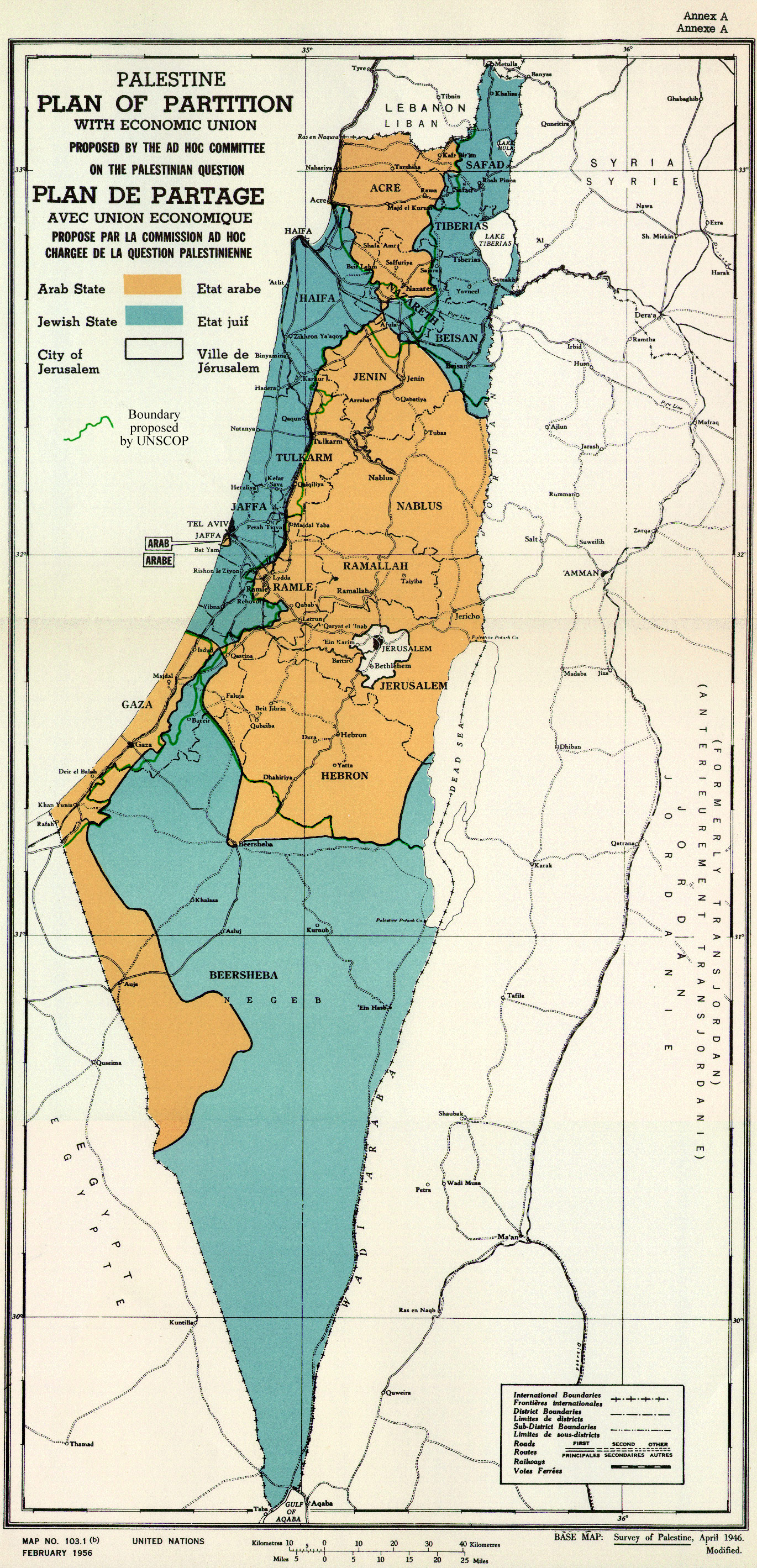
Návrh rozdělení Palestiny vytvořený Zvláštní komisí OSN pro Palestinu v roce 1947

Protože se Britům v rámci Britského mandátu Palestina nepodařilo najít řešení, které by uspokojovalo Araby i Židy, obrátili se na nově vzniklou Organizaci spojených národů. K vyřešení tohoto problému byla 15. května 1947 vytvořena Zvláštní komise OSN pro Palestinu (UNSCOP), ve které bylo zastoupeno jedenáct států (i Československo), ale žádná z velmocí.
Výsledkem práce této komise bylo několik návrhů na řešení:
- Vytvoření dvou nezávislých států propojených v rámci hospodářské unie. Jeruzalém se širším okolím měl zůstat pod mezinárodní správou (corpus separatum).
- Vytvoření federace skládající se z židovského a arabského státu

Následující tři návrhy byly touto komisí vyhodnoceny jako nerealizovatelné:
- Vytvoření unitárního státu, ve kterém by bylo dominantní jedno z etnik
- Dva naprosto samostatné státy
- Kantonizace na úrovni jednotlivých měst či osad

Většina států v komisi prosazovala první možnost, Írán, Indie a Jugoslávie druhou možnost a Austrálie se mezi nimi nerozhodla.
Valné shromáždění OSN přijalo závěry komise UNSCOP 29. listopadu 1947 jako Rezoluci valného shromáždění OSN č. 181; 33 států hlasovalo pro, 13 proti, 10 se zdrželo hlasování a 1 stát se nezúčastnil hlasování.
Pro plán hlasovaly tyto státy: Austrálie, Belgie, Bělorusko, Bolívie, Brazílie, Československo, Dánsko, Dominikánská republika, Ekvádor, Filipíny, Francie, Guatemala, Haiti, Island, Jihoafrická republika, Kanada, Kostarika, Libérie, Lucembursko, Nikaragua, Nizozemsko, Norsko, Nový Zéland, Panama, Paraguay, Peru, Polsko, Spojené státy americké, Sovětský svaz, Švédsko, Ukrajinská SSR, Uruguay a Venezuela.
Proti plánu hlasovaly tyto státy: Afghánistán, Egypt, Indie, Írán, Irák, Jemen, Kuba, Libanon, Pákistán, Řecko, Saúdská Arábie, Sýrie a Turecko.
Hlasování se zdržely tyto státy: Argentina, Etiopie, Chile, Honduras, Jugoslávie, Kolumbie, Mexiko, Salvador, Čína a Spojené království.
Hlasování se nezúčastnilo Thajsko.
Rozdělení Palestiny na dva státy mělo následovat po stažení Britů z tohoto území.

## Detaily plánu
OSN doporučilo, aby byl Jeruzalém (se širším okolím včetně Betléma) jakožto významné náboženské centrum pod mezinárodní správou. V čase rozdělení Palestiny byla v arabském vlastnictví téměř polovina území, další téměř polovinu vlastnila britská koruna a asi 8 % půdy vlastnili Židé nebo Židovská agentura.
Židovský stát se měl skládat ze tří částí: pobřežní oblasti od Haify po Rechovot, východní Galileje a části Negevské pouště (bez Beer Ševy).
Arabský stát se měl rovněž skládat ze tří částí: západní Galilea (včetně města Akko), centrální část skládající se z historických oblastí Judsko a Samaří a jižní pobřežní pás od Gazy po Isdud (dnešní Ašdod), včetně pásu při egyptských hranicích. Návrh komise UNSCOP přisoudil arabský přístav Jaffa (součást dnešního Tel Avivu) židovskému státu, před předložením Valnému shromáždění OSN se však tento návrh změnil a Jafo měl připadnout arabskému státu jako enkláva.
Údaje o poměrech židovského a nežidovského obyvatelstva v jednotlivých oblastech se liší v závislosti na použitých pramenech. Data OSN z roku 1947 udává tabulka níže.
| Teritorium                         | arabské a ostatní obyvatelstvo | arabské a ostatní obyvatelstvo v % | židovské obyvatelstvo | židovské obyvatelstvo v % | obyvatel celkem |
| ---------------------------------- | ------------------------------ | ---------------------------------- | --------------------- | ------------------------- | --------------- |
| arabský stát                       | 725 000                        | 99 %                               | 10 000                | 1 %                       | 735 000         |
| židovský stát                      | 407 000                        | 45 %                               | 498 000               | 55 %                      | 905 000         |
| Jeruzalém a okolí                  | 105 000                        | 51 %                               | 100 000               | 49 %                      | 205 000         |
| Celkem                             | 1 327 000                      | 67 %                               | 608 000               | 33 %                      | 1 845 000       |
| Zdroj: Zpráva komise UNSCOP – 1947 |                                |                                    |                       |                           |                 |

Podle židovských přistěhovaleckých úřadů žilo v navrhovaném židovském státu 498 000 Židů a 325 000 ostatních obyvatel. Na arabských územích žilo 807 000 obyvatel nežidovského původu a 10 000 Židů. Palestinské zdroje uvádějí poměry výrazně jiné, a to ve prospěch nežidovského obyvatelstva, viz stránky Palestinské akademické společnosti pro studium mezinárodních vztahů.
Příjatá rezoluce zřídila Komisi OSN pro Palestinu, která měla za úkol plán implementovat a řešit změnu hranic ve sporných územích. Komise měla faktickou pravomoc prozatímní vlády mandátu Palestina. Tato komise zasedala od 9. ledna 1948 v New Yorku a jejím předsedou byl zvolen Karel Lisický.

## Následné reakce
Většina Židů (včetně Židovské agentury) plán akceptovala, až na několik extrémněji smýšlejících představitelů jako např. Menachem Begin nebo Jicchak Šamir, kteří měli pro židovský stát větší požadavky. Mnoho pramenů uvádí radost židovského obyvatelstva v reakci na schválení plánu Valným shromážděním OSN.
Arabští představitelé vystupovali proti plánu velice ostře, vadilo jim zejména, že množství Arabů bude začleněno do židovského státu a v jeho rámci se stane minoritou. Zatímco někteří kritizovali samotnou existenci židovského státu na území Palestiny, pro jiné bylo problematické spíše velikost a kvalita území, které mělo být židovskému státu přiděleno.
Po schválení plánu Valným shromážděním OSN vypukla občanská válka mezi Židy a Araby. Ta skončila v květnu 1948 stažením britských vojsk a vyhlášením nezávislosti státu Izrael. Den poté vyhlásily státy Ligy arabských států nově vzniknuvšímu státu válku (první arabsko-izraelská válka).